# Anna Sorokin
Anna Sorokin (en ruso: Анна Вадимовна Сорокина; romanizado: Anna Vadimovna Sorokina)  (Domodedovo, óblast de Moscú; 23 de enero de 1991) es una estafadora rusa-alemana condenada a prisión. Entre 2013 y 2017, mientras vivía en Estados Unidos, se hizo pasar por una rica heredera alemana bajo el nombre de Anna Delvey para estafar a bancos, hoteles y conocidos adinerados. Fue condenada por múltiples cargos de intento de hurto mayor, hurto en segundo grado y robo de servicios en relación con estos delitos en 2019. Una adaptación televisiva de su historia titulada Inventing Anna fue desarrollada por Netflix y estrenada a comienzos de 2022, con Julia Garner en el papel principal.

## Primeros años
Sorokin nació el 23 de enero de 1991 en Domodedovo, una ciudad satélite de clase trabajadora al sureste de Moscú. Era una de los dos hijos de la familia. Su padre trabajaba como conductor de camiones, mientras que su madre era propietaria de una pequeña tienda de comestibles antes de convertirse en ama de casa. Un compañero de clase ruso describió a Sorokin como «una excelente estudiante» y «de carácter fuerte», pero que podía «ofender fácilmente». La familia se trasladó a Alemania en 2007, cuando Anna tenía 16 años. Asistió al gymnasium femenino de Eschweiler y sus compañeros la describieron como una chica tranquila a la que le costaba el idioma alemán.
Sorokin se graduó en el instituto en 2011 y se trasladó a Londres para asistir a Central Saint Martins, pero lo dejó y regresó a Alemania. Trabajó como becaria en una empresa de relaciones públicas antes de trasladarse a París para comenzar unas prácticas en la revista de moda francesa Purple. En ese momento, comenzó a llamarse a sí misma Anna Delvey; sus padres han dicho que «no reconocen el apellido».

## Vida como heredera falsa y delitos de fraude
Durante el verano de 2013, Sorokin viajó a Nueva York para asistir a la New York Fashion Week. Al considerar que era más fácil hacer amigos en Nueva York que en París, optó por quedarse y se trasladó a la oficina de Purple en el continente americano durante un breve periodo de tiempo. Algún tiempo después de dejar la revista, inventó la idea de la «Anna Delvey Foundation» -un club privado de miembros y una fundación de arte- y la propuso a varios miembros adinerados de la escena social de la ciudad, como al magnate Aby Rosen y al empresario Roo Rogers. Su propuesta incluía el alquiler de la Church Missions House como lugar de eventos polivalente y estudio de arte.
En 2015, Sorokin conoció al mecenas y coleccionista de arte Michael Xufu Huang en una cena. En ese momento, era un estudiante de la Universidad de Pensilvania con planes de abrir un museo de arte privado. Al enterarse de que Huang planeaba asistir a la Bienal de Venecia, Sorokin le preguntó si podía acompañarle. Huang aceptó y reservó un vuelo y una habitación de hotel para Sorokin con la condición de que se le reembolsaran los gastos. A su regreso a Nueva York, Sorokin pareció «olvidar» el acuerdo y no pagó. Huang asumió inicialmente que Sorokin estaba simplemente despistada. Sin embargo, después de que Huang asistiera a la fiesta de cumpleaños de Sorokin en Sadelle's en enero de 2016, el restaurante se puso en contacto con él para preguntarle si tenía los datos de contacto de Sorokin. Había reservado el evento con un número de tarjeta de crédito no válido y con datos de contacto falsos. En ese momento, Huang teorizó que Sorokin podía ser una estafadora y la presionó para que pagara. Al final le pagó, pero desde una cuenta de Venmo con un nombre desconocido.
Al no tener mucho éxito a la hora de presentar su idea de la Fundación a los inversores, Sorokin decidió obtener el dinero necesario por medios alternativos. Creó extractos bancarios falsos que pretendían demostrar que tenía acceso a unos 60 millones de euros almacenados en cuentas bancarias suizas y, en noviembre de 2016, los presentó como parte de una solicitud de préstamo de 22 millones de dólares al City National Bank. La entidad se negó a conceder el crédito cuando Sorokin no les proporcionó los extractos bancarios que acreditaban los activos suizos, y llevó la solicitud de préstamo a otra empresa, Fortress Investment Group, la cual aceptó considerar la solicitud si Sorokin pagaba 100 000 dólares para cubrir los gastos legales relacionados con la solicitud. Para obtener este dinero, Sorokin volvió al City National Bank y convenció a un empleado para que le concediera un descubierto temporal por esa cantidad, con la promesa de que se los devolvería rápidamente.
Un director general de Fortress empezó a sospechar de la solicitud de Sorokin debido a las discrepancias en su documentación: por ejemplo, afirmaba ser de origen alemán, pero en su pasaporte figuraba como nacida en Rusia. Cuando el director organizó la verificación de los activos de Sorokin reuniéndose con sus banqueros en Suiza, ella retiró la solicitud de préstamo para evitar un mayor escrutinio. La parte del sobregiro no gastada por Fortress como parte del proceso de diligencia debida, que ascendía a 55 000 dólares, fue devuelta a Sorokin. La mayor parte se gastó en ropa de lujo y estancias en hoteles.
Sorokin se registró en el hotel 11 Howard en el barrio de SoHo, en Nueva York, durante febrero de 2017 y rápidamente se hizo conocida por el personal del hotel por las generosas propinas en efectivo que daba frecuentemente a los miembros del personal, como un billete de cien dólares por tareas simples. Después de que la gerencia descubriera que no había ninguna tarjeta de crédito en los archivos de Sorokin, insistieron en que liquidara su factura de 30 000 dólares. Sorokin hizo llegar una botella de champán Dom Pérignon de 1975 a la conserjería en un intento de mantener al personal de su lado; sin embargo, la política del hotel impidió al personal quedarse con el regalo.
Durante el mes de abril de 2017, Sorokin depositó cheques fraudulentos por valor de 160 000 dólares en una cuenta de Citibank, de los que pudo recuperar 70 000 dólares en fondos utilizables y luego transfirió una parte de estos fondos al hotel para pagar la factura pendiente. Sin embargo, como seguía negándose a proporcionar una tarjeta de crédito, el hotel la desalojó. Al mes siguiente, logró convencer al servicio de reservas de vuelos chárter Blade para que le permitiera reservar un vuelo de vuelta a Omaha (Nebraska), sin pagar por adelantado la tarifa de 35 390 dólares. Sorokin envió a Blade un resguardo de confirmación de transferencia bancaria falsificado, supuestamente del Deutsche Bank, como parte del plan. Esto convenció a Blade a conceder el crédito, en parte porque Sorokin había conocido al director general de la empresa, Rob Wiesenthal, en una fiesta, y el equipo ejecutivo creía que ella representaba un riesgo aceptable para el préstamo. Wiesenthal la denunció a la policía en agosto de 2017 tras reiterados impagos.
Luego de esto, Sorokin invitó a tres amigos, a los que les dijo que era un viaje «con todos los gastos pagados» a Marrakech (Marruecos) en mayo de 2017, supuestamente porque necesitaba «reiniciar» su Sistema Electrónico para la Autorización de Viajes. Pocos días después de llegar a La Mamounia, el personal del hotel dijo que no había podido cargar las tarjetas de crédito de Sorokin y exigió una forma de pago alternativa. Finalmente, Sorokin convenció a una de sus acompañantes, Rachel DeLoache Williams, para que pagara la factura de 62 000 dólares de su estancia, con la promesa de reembolsarla mediante una transferencia bancaria. Más tarde, Williams pagó otros gastos durante el viaje, incluyendo artículos comprados por Sorokin y una visita al Jardín Majorelle. A pesar de las repetidas promesas de Sorokin, no se produjo ninguna transferencia bancaria.
A su regreso de Marruecos, durante el mes de mayo, Sorokin se trasladó al hotel Beekman, consiguiendo de nuevo reservar sin dejar una tarjeta de crédito en el archivo. Unas tres semanas más tarde, tras acumular una factura de 11 518 dólares y no pagar a pesar de las reiteradas promesas, el Beekman también la desalojó. A continuación se alojó en el hotel W New York Union Square, donde intentó una estafa similar. Sin embargo, fue desalojada de nuevo al cabo de sólo dos días. El Beekman y los hoteles W presentaron cargos contra Sorokin por robo de servicios. En ese momento, Sorokin también estaba siendo investigada de forma independiente por la Fiscalía del Distrito de Manhattan por los casos de fraude bancario.

## Acusación y arresto
En agosto de 2017 se convocó un gran jurado para estudiar los cargos contra Sorokin, que finalmente la acusó de dos cargos de tentativa de hurto mayor en primer grado, tres cargos de hurto mayor en segundo grado, un cargo de hurto mayor en tercer grado y un cargo de delito menor de robo de servicios. El cargo más grave estaba relacionado con la solicitud de préstamo fraudulenta realizada al City National Bank y al Fortress Investment Group, y los otros cargos de hurto estaban relacionados con los casos de fraude con cheques y el incidente en Marruecos. El cargo de robo de servicios estaba relacionado con el impago de Sorokin de las facturas de los hoteles y restaurantes.
Sorokin fue detenida el 3 de octubre de 2017, en una operación encubierta planificada por Michael McCaffrey, un agente de policía de Nueva York que trabaja con la oficina del fiscal del distrito de Manhattan. En ese momento, Sorokin se alojaba en Passages Malibu, un centro de tratamiento de adicciones en el condado de Los Ángeles de California. El agente McCaffrey hizo que Rachel Williams, antigua amiga de Sorokin, organizara un almuerzo en un restaurante cercano al centro para convencer a Sorokin de que se fuera. Cuando Sorokin salió del centro, fue detenida por agentes del Departamento de Policía de Los Ángeles.
El fiscal del distrito de Manhattan Cyrus Vance Jr. anunció la acusación contra Sorokin en octubre de 2017. El 26 de octubre de 2017, anunció formalmente la acusación contra Sorokin y pidió que cualquier otra víctima se diera a conocer.

## Juicio, condena y sentencia
El 18 de diciembre de 2018, Sorokin compareció ante el Tribunal Penal de la ciudad de Nueva York y rechazó un acuerdo de culpabilidad que ofrecía de tres a nueve años de prisión; la juez Diane Kiesel fijó inicialmente un juicio que comenzaría el 20 de marzo de 2019.
El abogado defensor de Sorokin, Todd Spodek, contrató a un estilista profesional para que le buscara ropa para sus comparecencias ante el tribunal, afirmando que «es imperativo que Anna se vista adecuadamente para el juicio». El viernes del juicio, Sorokin se negó a entrar en la sala porque no quería aparecer con la ropa que se le había entregado en la cárcel y su traje de civil para ese día «no había sido planchado». El juez Kiesel ordenó a Sorokin que compareciera, declarando: «Esto es un juicio. Es una acusada en un caso penal. Lamento que su vestimenta no esté a la altura de sus necesidades [...] pero tiene que estar aquí». En defensa de Sorokin, Spodek alegó que había estado tratando de pagar toda la deuda. Además, intentó describirla como una empresaria e incluso la comparó con Frank Sinatra, afirmando que ambos crearon una »oportunidad de oro» en Nueva York.
El 25 de abril de 2019, tras deliberar durante dos días, un jurado declaró a Sorokin culpable de ocho cargos, entre ellos hurto mayor en segundo grado, intento de hurto mayor y robo de servicios. Sorokin fue declarada no culpable de otros dos cargos: uno de intento de hurto mayor en primer grado (relacionado con la solicitud de préstamo original con el City National Bank), y otro de hurto en segundo grado (relacionado con el supuesto robo de 62 000 dólares a Rachel Williams en Marrakech).
El 9 de mayo de 2019, Sorokin fue condenada a una pena de 4 a 12 años de prisión estatal, a una multa de 24 000 dólares y a pagar una restitución de unos 199 000 dólares.
Sorokin fue encarcelada en Rikers Island durante el juicio. Tras el juicio, Sorokin, recluso número 19G0366 del Departamento Correccional del Estado de Nueva York, fue alojada inicialmente en el centro correccional de Bedford Hills antes de ser trasladada al centro correccional de Albion.

## Hechos posteriores a la liberación

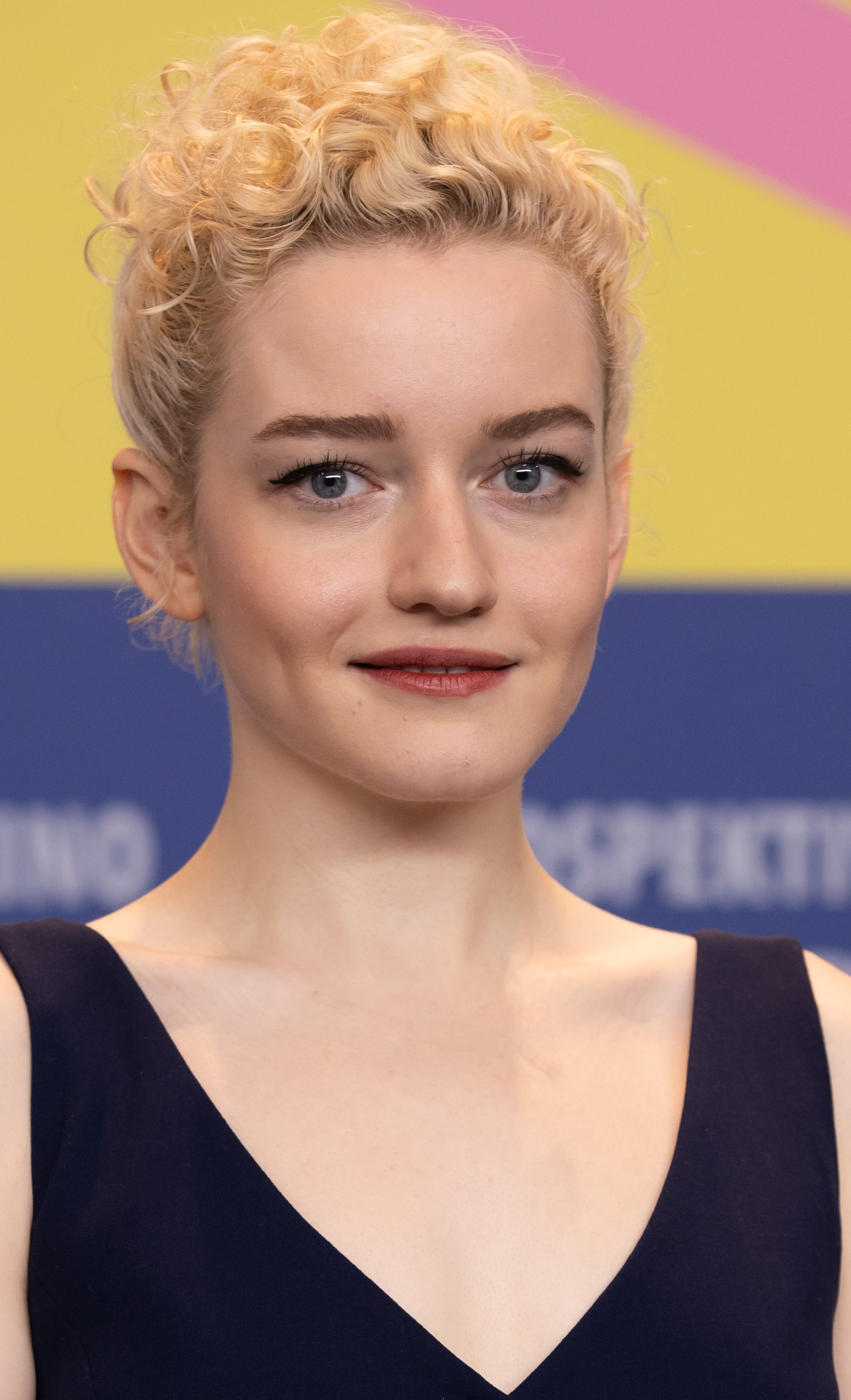
La actriz estadounidense Julia Garner interpretó a Sorokin en la serie de Netflix Inventing Anna, estrenada en la plataforma en febrero de 2022.

Sorokin salió de la cárcel el 11 de febrero de 2021. En marzo de ese año, el Servicio de Inmigración y Control de Aduanas (ICE) volvió a detenerla por haber sobrepasado la duración de su visado. El 2 de abril de 2021 estaba detenida en una cárcel del condado de Nueva Jersey a la espera de ser deportada a Alemania, y el 28 de septiembre de 2021 seguía bajo la custodia del ICE. Sorokin recibió 320 000 dólares de Netflix por la historia de su vida, cantidad que se vio obligada legalmente a utilizar para pagar la restitución debida a sus víctimas.

## Representación mediática
En 2018, la periodista Jessica Pressler publicó el artículo How Anna Delvey tricked New York's Party People, en donde expuso a Anna Sorokin. La oficina del fiscal general de Nueva York demandó a Sorokin en 2019 amparándose en la Ley estatal del Hijo de Sam, que prohíbe que los condenados por un delito se beneficien de su publicidad. Para entonces, Netflix y Shonda Rhimes, productora y creadora de series como Anatomía de Grey, habían adquirido los derechos del perfil de Sorokin en la revista New York, con la intención de crear una serie de televisión. Como resultado de la demanda, la Oficina de Servicios a las Víctimas (OVS) del estado congeló un anticipo de 140 000 dólares pagado a Sorokin por Netflix, lo que permitió a dos bancos defraudados por ella emprender acciones de recuperación. El City National Bank reclamó 100 000 dólares y el Citibank los otros 40 000. Netflix acordó enviar los futuros pagos a una cuenta de depósito en garantía gestionada por el abogado de Sorokin, Todd Spodek, y supervisada por la OVS.
Julia Garner fue elegida para interpretar a Sorokin en la serie de Netflix, titulada Inventing Anna. Garner visitó a Sorokin en Rikers Island para prepararse para el papel.
My Friend Anna, un libro escrito por Rachel Williams, fue publicado en julio de 2019 por Gallery Books (un sello de Simon & Schuster), así como por Quercus en el Reino Unido y Goldmann en Alemania. En él, Williams detalla sus experiencias con Sorokin, incluyendo cómo el incidente en Marrakech la afectó financiera y mentalmente. HBO adquirió los derechos televisivos de la historia de Williams, con un proyecto en el que se contaba a Lena Dunham como guionista.
En diciembre de 2019, la BBC Radio 4 presentó una serie de pódcast parcialmente dramatizada sobre Anna Sorokin con el título Fake Heiress.
El caso de Sorokin fue objeto de un episodio de la serie de noticias 20/20 en octubre de 2021. En el programa, Sorokin fue entrevistada por Deborah Roberts mientras estaba bajo custodia del ICE.